# OS X v10.9
OS X v10.9 Mavericks é a décima versão do OS X, sistema operacional para Mac. OS X Mavericks foi anunciado em 10 de junho de 2013 e lançado no dia 22 de Outubro de 2013 como uma atualização gratuita através da Mac App Store.
O Sistema Operacional possui funções que melhoram a duração da bateria, além de melhorias no Finder e maior integração ao iCloud.
Este sistema operacional marca o início de uma mudança no esquema de nomenclatura do "OS X", mudando de nomes de felinos para locais da Califórnia. Seguindo o novo esquema de nomenclatura, a versão atual do sistema operacional é “Mavericks", um local de surf no Norte da Califórnia.

## Descrição
OS X Mavericks foi anunciado oficialmente pela Apple em 2013, na Apple Worldwide Developers Conference (WWDC), realizada em 10 de junho de 2013. O iOS 7, novos modelos do MacBook Air, a sexta geração AirPort Extreme, a quinta geração AirPort Time Capsule e um novo modelo do Mac Pro também foram anunciados durante a palestra.
Durante uma palestra no dia 22 de outubro de 2013 a Apple anunciou que o lançamento oficial do OS X Mavericks seria no mesmo dia, estando disponível na Mac App Store, e ao contrário das versões anteriores do OS X, estaria disponível sem nenhum custo.

## Requisitos do sistema
OS X Mavericks é compatível com todos os Macs que são capazes de rodar o OS X Mountain Lion. Isso inclui:
- iMac (Metade de 2007 ou mais recente)
- MacBook (Final de 2008, de alumínio, do início de 2009 ou mais recente)
- MacBook Pro (Metade/Final de 2007 ou mais recente)
- MacBook Air (Final de 2008 ou mais recente)
- Mac Mini (Início de 2009 ou mais recente)
- Mac Pro (Início de 2008 ou mais recente)
- Xserve (Início de 2009)

Os modelos também devem ter pelo menos 2 GB de memória, 8 GB de espaço disponível e OS X Snow Leopard 10.6.8 ou superior para instalar o OS X Mavericks.

## Melhorias e inovações
A seguir está uma lista das melhorias e inovações que podem ser encontradas no OS X Mavericks:
- Remoção do visual com excessivo uso de skeumorfismo por um design mais plano e simples.[11][12]
- Melhoramento do suporte em múltiplos monitores.[13]
- Melhorias no Finder, incluindo abas, tela cheia e documentos com etiquetas.[5][14][15][16]
- Adição do Aplicativo iBooks, para leitura de livros digitais.[14][17]
- Adição do aplicativo Mapas.[14][18]
- Compressão de Memória, que comprime automaticamente os dados de aplicativos inativos quando se aproxima da capacidade máxima de memória.[19]
- Melhoramentos no Calendário, com uma interface de usuário redesenhada.[20]
- Melhoramentos no Safari, como melhor eficiência no gerenciamento de memória, performance de JavaScript e a introdução de uma nova arquitetura de um processo por aba, que afirma tornar o navegador mais responsivo, estável e seguro. Na prática, uma aba do navegador não encerraria todo o programa, isolando o problema à página problemática.[5][21]
- Melhoramentos na Central de Notificações, permitindo que seja possível agora interagir com as notificações, como por exemplo responder uma mensagem ou email diretamente pela pequena janela apresentada pela interface.[22][23]
- Senhas salvas no iCloud.[24][25]
- Time Coalescing, que aumenta a eficiência da bateria, reduzindo o uso da CPU.[19]
- App Nap, que hiberna automaticamente os aplicativos que não estão sendo usados no momento.[19]
- Integração com o LinkedIn.[26]
- OpenGL 4
- OpenCL 1.2
- Server Message Block versão 2 (SMB2) é agora o protocolo padrão de compartilhamento de arquivos.[27]
- Assim como no novo sistema iOS, o OS X 10.9 também suporta atualizações automáticas de sistema e de aplicativos.
- Suporte ao protocolo IP na porta Thunderbolt, permitindo a conexão entre dois Macs e a transferências de arquivos entre eles.

## Mudanças menores
Há pequenas alterações na interface do sistema em relação aos anteriores, listadas abaixo:
- Algumas notificações, como pouca bateria, música reproduzida no iTunes, e dispositivos externos não corretamente ejetados foram movidos para a Central de Notificações;
- A Dashboard agora pode ser alterada de posição dentro do Mission Control;
- Ícones redesenhados e aumentados em Preferências do Sistema;
- O comportamento do botão desligar foi alterada, de maneira a assemelhar ao comportamento do botão nos dispositivos móveis da Apple. Ao pressioná-lo por 1.5 segundos, aparece a janela com opções mais detalhadas de desligamento do aparelho;
- Reorganização dos layouts de teclado por idioma dentro da opção teclado nas Preferências do Sistema;
- Com a atualização 10.9.2, foi adicionada a capacidade de fazer chamadas de audio pelo FaceTime, bem como colocar ligações em espera em ligações FaceTime de áudio e vídeo.[28]

## Versões
| Número da Versão | Build        | Data                    | Notas                                         | Download                                                                            |
| ---------------- | ------------ | ----------------------- | --------------------------------------------- | ----------------------------------------------------------------------------------- |
| 10.9             | 13A603 (GM2) | 22 de outubro de 2013   | Lançamento público na Mac App Store           |                                                                                     |
| 10.9.1           | 13B42        | 16 de dezembro de 2013  | Sobre a atualização do OS X Mavericks v10.9.1 | Atualização do OS X Mavericks 10.9.1                                                |
| 10.9.2           | 13C64        | 25 de fevereiro de 2014 | Sobre a atualização do OS X Mavericks v10.9.2 | Atualização do OS X Mavericks 10.9.2 Atualização Combinada do OS X Mavericks 10.9.2 |
| 10.9.3           | 13D65        | 15 de maio de 2014      | Sobre a atualização do OS X Mavericks v10.9.3 | Atualização do OS X Mavericks 10.9.3 Atualização Combinada do OS X Mavericks 10.9.3 |
| 10.9.4           | 13E28        | 30 de junho de 2014     | Sobre a atualização do OS X Mavericks v10.9.4 | Atualização do OS X Mavericks 10.9.4 Atualização Combinada do OS X Mavericks 10.9.4 |
| 10.9.5           | 13F34        | 17 de setembro de 2014  | Sobre a atualização do OS X Mavericks v10.9.5 | Atualização do OS X Mavericks 10.9.5 Atualização Combinada do OS X Mavericks 10.9.5 |